# ザザキ語
ザザキ語（ザザキご; Zazaki）は、主にトルコ東部で用いられるイラン語群の言語である。カッパドキアなどに住むザザ人が使用する。現在ザザキ語を話す人は150万から200万人いるといわれている。ザザキはザザ人のザザからきた名称である。ザザ語とも呼ばれる。

## 言語名別称
- ザザ語

## 分類
- インド・ヨーロッパ語族のイラン語群に属する言語である。
- マクロランゲージであり、個別言語としてはディムリ語とキルマンジュキ語から構成される。